# جامعة ستراثكلايد
جامعة ستراثكلايد [[إنج|University of Strathclyde]] هي جامعة أبحاث عامة تقع في غلاسكو، أسكتلندا. تأسست عام 1796 كمعهد أندرسون، وهي ثاني أقدم جامعة في غلاسكو، حيث حصلت الجامعة على ميثاقها الملكي في عام 1964 كونها أول جامعة تكنولوجية في المملكة المتحدة. يأخذ اسمها من مملكة ستراثكلايد التاريخية.
جامعة ستراثكلايد هي ثالث أكبر جامعة في اسكتلندا من حيث عدد الطلاب، مع الطلاب والموظفين من أكثر من 100 دولة. حصلت المؤسسة على جائزة جامعة العام 2012  وجامعة ريادة الأعمال لعام 2013 من مؤسسة تايمز للتعليم العالي. الدخل السنوي للمؤسسة لعام 2017 – 18 كان 304.4 جنيه إسترليني مليون منها 68.9 مليون جنيه إسترليني من المنح البحثية والعقود، مع إنفاق 304.0 مليون جنيه أسترليني.
يعد الالتحاق بالعديد من الدورات الدراسية بالجامعة منافسًا وناجحًا في عام 2015.  كما أنها واحدة من 39 جامعة قديمة في المملكة المتحدة تضم المجموعة الثانية المميزة من جامعات النخبة بعد أوكسبريدج. 

## التاريخ
تأسست الجامعة في عام 1796 من خلال إرادة جون أندرسون، أستاذ الفلسفة الطبيعية في جامعة غلاسكو، الذي حول غالبية مزرعته أرضا لإنشاء جامعة ثانية في غلاسكو والتي ستركز على «التعلم المفيد» - متخصصة في العملية المواد الدراسية - «من أجل مصلحة البشرية وتحسين العلوم، مكان للتعلم المفيد». سميت الجامعة فيما بعد حرمها في وسط المدينة.
في عام 1828م، تغير اسم المؤسسة إلى جامعة أندرسون، مما أدى جزئيا إلى تحقيق رؤية أندرسون لجامعتين في مدينة غلاسكو. تم تغيير الاسم في عام 1887م، ليعكس حقيقة عدم وجود سلطة قانونية لاستخدام عنوان «الجامعة». ونتيجة لذلك، تم تشكيل كلية غلاسكو وغرب اسكتلندا التقنية، لتصبح الكلية التقنية الملكية في عام 1912م، والكلية الملكية للعلوم والتكنولوجيا في عام 1956 مع التركيز على تدريس العلوم والهندسة والبحث. يمكن للطلاب الجامعيين التأهل للحصول على درجات من جامعة غلاسكو أو ما يعادلها مشارك في الكلية الملكية للعلوم والتكنولوجيا.
في عهد المدير صموئيل كوران عالم الفيزياء النووية المحترم دوليا (ومخترع عداد التلألؤ)، اكتسبت الكلية الملكية وضع الجامعة، وحصلت على الميثاق الملكي لتصبح جامعة ستراثكلايد في عام 1964، ودمجت مع كلية التجارة الاسكتلندية في نفس الوقت. على عكس الاعتقاد السائد، لم تنشأ جامعة ستراثكلايد نتيجة لتقرير روبنز - قرار منح وضع جامعة رويال كوليدج قد اتخذ في وقت مبكر في 1960  ولكن تأخر نتيجة لتقرير روبنز. كانت جامعة ستراثكلايد أول جامعة تكنولوجية في المملكة المتحدة تعكس تاريخها وتدريسها وأبحاثها في التعليم التكنولوجي. في عام 1993 قامت الجامعة بتأسيس كلية جوردنهيل للتعليم.

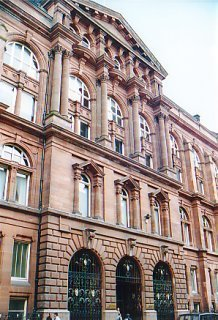
مبنى الكلية الملكية، جامعة ستراثكلايد

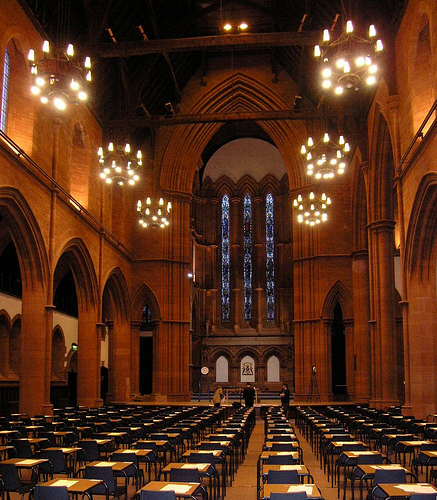
قاعة الباروني، جامعة ستراثكلايد

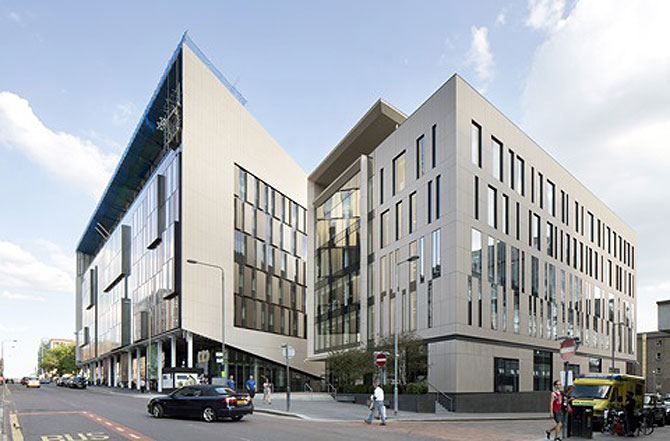
جامعة ستراثكلايد، مركز التكنولوجيا والابتكار

مركز جامعة ستراثكلايد للتكنولوجيا والابتكار هو مركز للبحوث التكنولوجية. بدأ إنشاء هذا المركز في مارس 2012 وتم الانتهاء منه في مارس 2015. يمكن للمبنى المكون من تسعة طوابق ذو الإطار الصلب أن يستوعب حوالي 1200 عامل من العديد من المجالات، بما في ذلك الهندسة والبحث وإدارة المشاريع. ويشمل مساحة مفتوحة للمكاتب وثلاث قاعات محاضرات ومجالات لمعدات المختبرات المتخصصة.
حصل المشروع على تمويل بقيمة 6.7 مليون جنيه إسترليني من الصندوق الأوروبي للتنمية الإقليمية و 26 مليون جنيه إسترليني أخرى من الحكومة الاسكتلندية. قدمت الجامعة نفسها الـ 57 مليون جنيه إسترليني الأخرى اللازمة للوصول إلى الميزانية البالغة 89 مليون جنيه إسترليني اللازمة لإنشاء المركز. 
البحوث التي أجريت في مركز التكنولوجيا والابتكار في مجالات: الهندسة والتصنيع المتقدمة، العلوم والتكنولوجيا المتقدمة، التكنولوجيا الحيوية، إشراك الأعمال التجارية، التصنيع المستمر والبلورة، الطاقة، التقنيات الصحية في ستراثكلايد، الجوانب البشرية والاجتماعية، التكنولوجيا والضوئيات وأجهزة الاستشعار، وإدارة الأصول. تستضيف الجامعة أول مركز أبحاث فارون هوفر في المملكة المتحدة، كما يلعب مركز فارون هوفر للضوئيات التطبيقية دورًا رئيسيًا في المنطقة الدولية للتكنولوجيا والطاقة المتجددة في اسكتلندا.  

قالب:Infobox UK university rankings

## معرض صور

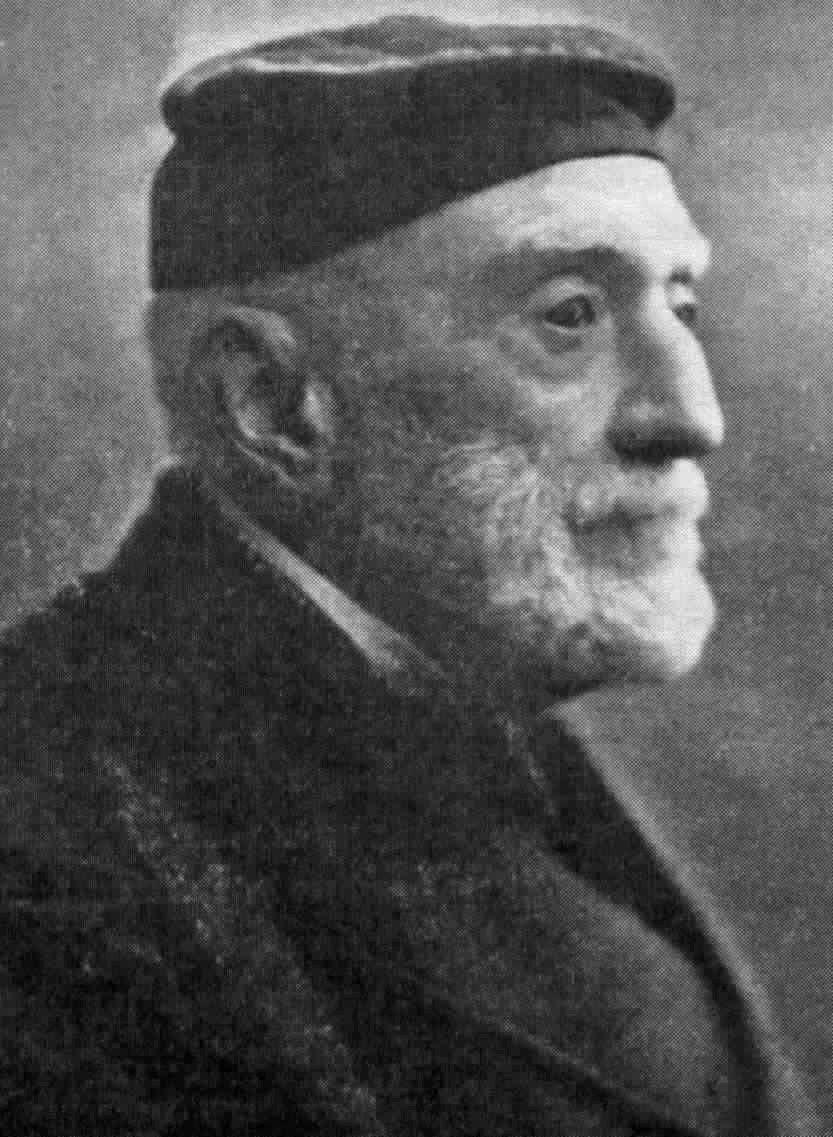
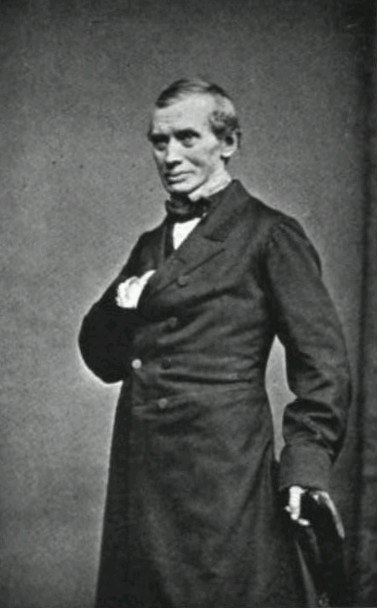
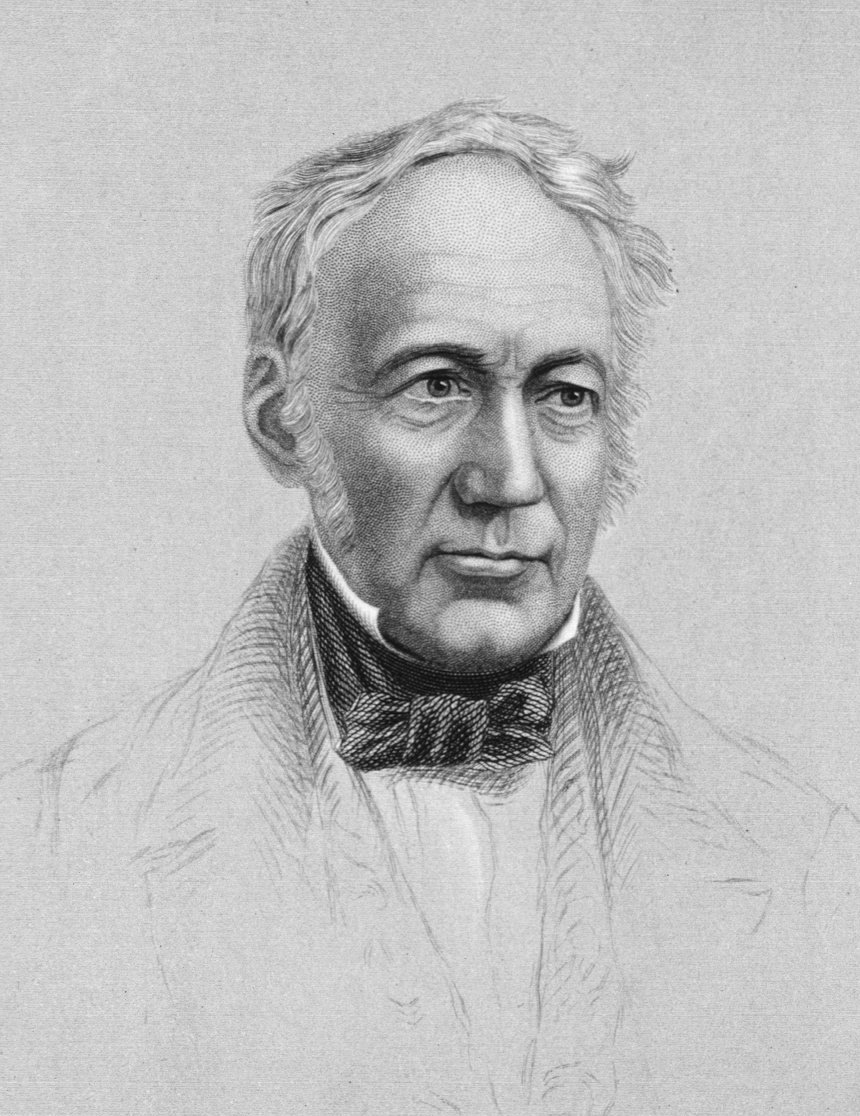
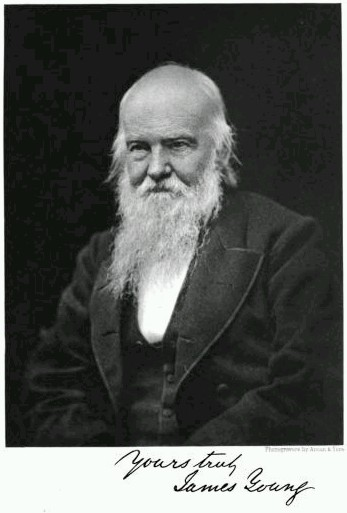

## مؤسسة شريكة

### ماليزيا
- جامعة تونكو عبد الرحمن

## روابط خارجية
- الموقع الرسمي
- مكتبة جلاسجو الرقمية بجامعة ستراثكلايد
- موقع اتحاد طلاب ستراثكلايد
- إدوارد السابع يضع حجر الأساس (1903) (فيلم أرشيف للملك إدوارد السابع يضع حجر الأساس لكلية غلاسكو وغرب اسكتلندا الفنية (جامعة ستراثكلايد) - من مكتبة اسكتلندا الوطنية: SCOTTISH SCREEN ARCHIVE)